# Адице
Адице су градска четврт Новог Сада.

## Положај насеља
Адице се налазе на периферији Новог Сада, на крајњем западном делу урбаног градског подручја; између Подунавске улице (на југу), Новосадског пута (на северу), Шумске улице (на истоку) и границе урбаног градског подручја Новог Сада односно улице Нова 1 (на западу).
Суседне градске четврти, насеља и делови града су: Телеп (на истоку), Ветерничка Рампа (на северу), Каменичко острво (на југоистоку), Камењар (на југу) и Ветерник (на западу).
Насеље обухвата територију од 36 хектара, и то је легализовани део локалитета бесправне градње, али се насеље шири и на нелегализоване парцеле.

## Месна заједница
У административном смислу, Адице су део месне заједнице „Адице“, која поред овог насеља обухвата и западни део Камењара.

## Историја
Адице су настале као „дивље“ насеље, у време масовног стихијског досељавања становништва у Војводину, посебно у градове, између 1950. и 1960. године.
Мигранти су долазили највише из Босне и Херцеговине, а и из многих места у централној Србији и Војводини. Становници Адица активно су се ангажовали да добију статус легалног насеља. Градске власти су 1974. године извршиле привремену легализацију насеља а следеће године израђен је детаљан урбанистички план. Упркос напорима града изградња објеката се наставила и изван легализованог локалитета.
Ревизијом Генералног урбанистичког плана Адице су 1985. ушле у грађевинско подручје Новог Сада, као простор за индивидуално становање. Између 1982. и 1986. саграђено је преко 130 кућа а велики број постојећих је поново саграђен, али од чвршћег материјала и са потпунијим комфором.
Први телефони су уведени 1958, прва улица је асфалтирана 1973, а прва аутобуска линија је уведена 1977. У централном делу насеља је подигнут монтажни објекат за потребе месне заједнице. Доводник воде постављен је 1981, а пошта је отворена 1984. У насеље је 1993. године спроведен и гасовод.
У новије време, на Адицама је саграђен и већи број зграда за вишепородично становање, а 2022. године је на Адицама отворен и дом здравља.

## Становништво
Број становника Адица растао је од 848, колико их је било 1966, на 1.122 становника (1975) и 1.455 становника (1991). Више од половине становника Адица су Срби, а затим следе Роми, Ашкалије, Мађари, Муслимани, Албанци, Македонци, Југословени и други.
Према подацима предузећа ЈКП Информатика Нови Сад, на подручју месне заједнице „Адице“ живи 7.635 становника (2010. година).
У насељу живи око 500 Рома и Ашкалија, од којих је већина расељена са Косова.

## Привреда, туризам и спорт
Привредна делатност је највише развијена у северном делу насеља, уз Новосадски пут, где се налазе различити занатски и трговачки објекти.
У главној улици на Адицама, налазе се ресторан „Лупус“ и хотел „Браћа Дринић“. У централном делу насеља налази се спортски центар „Волеј“, а у западном делу насеља сквош клуб „Адут“ и тениски терени.
Једном годишње, у септембру, на Адицама се одржава мултимедијална манифестација хуманитарно-забавног карактера под називом „Дунавске ноћи Адица“.
У северозападном делу месне заједнице Адице, на граници са Ветерником, лоциран је спортски центар "Вујадин Бошков", док се на југу Адица налази тениски клуб "Ас".

## Верски објекти
На Адицама је у току изградња православног храма, посвећеног Преподобној Параскеви. У насељу је отворен и месџид Исламске заједнице.